# Acontia detrita
Acontia detrita är en fjärilsart som beskrevs av Butler 1886. Acontia detrita ingår i släktet Acontia och familjen nattflyn. Inga underarter finns listade i Catalogue of Life.